# Sistemul de perdele forestiere de protecție Bălți
Sistemul de perdele forestiere de protecție Bălți este o arie protejată din Republica Moldova, din categoria ariilor cu management multifuncțional, situată la periferia de nord-est a municipiului Bălți, pe teritoriul administrativ al raionului Rîșcani. Specia principală constituie stejarul pedunculat (Quercus robur). Stejarul posedă un șir de particularități biologice și ecologice care influențează pozitiv asupra speciilor însoțitoare.

## Istoric
Stejarii au fost plantați în cuiburi, după metoda Ogievski, în anii 1949-1950. Simultan, au fost plantați arbuști de caragană moale (Caragana mollis), lemn câinesc (Ligustrum vulgare) și sânger (Swida sanguinea). În anii 1980 arborii se aflau în grupuri a câte 3-7. În urma unor tăieri sanitare au fost defrișați mai mulți copaci, ca urmare grupurile fiind deformate. Arboretele de stejar a scăzut în consistență, permițând astfel apariția puietului unor specii însoțitoare.
Sistemul de perdele forestiere a fost luat sub protecția statului prin Hotărîrea Sovietului de Miniștri al RSSM din 8 ianuarie 1975 nr. 5. Statutul de protecție a fost reconfirmat prin Legea nr. 1538 din 25 februarie 1998 privind fondul ariilor naturale protejate de stat, care a atribuit obiectivul la categoria „Arii cu management multifuncțional”, subcategoria „C) Perdele forestiere de protecție”.
Până spre mijlocul anilor 2000, nu a fost cunoscută cu exactitate compoziția și structura lor. Aceste aspecte au fost clarificate în detaliu în lucrarea „Aria protejată «Sistemul de perdele forestiere de protecție Bălți»” (Postolache 2016), publicată în „Mediul Ambiant” în cadrul problemei interdepartamentale de cercetare-dezvoltare „Principii și procedee de diminuare a consecințelor calamităților naturale asupra plantelor de cultură”. Din cele trei sectoare ale ariei protejate, cel de-al doilea este cel mai reprezentativ, astfel încât studiul citat a fost efectuat pe baza lui.

## Localizare
„Sistemul de perdele forestiere de protecție Bălți” este amplasat pe câmpurile agricole ale Institutului de Cercetări Științifice pentru Culturile de Câmp „Selecția”.
Sectorul II este situat în nord-estul municipiului Bălți, pe un versant cu expoziție sud-vestică și o înclinare de 4-7°, cu o mică suprafață de platou.

## Structură
Sistemul de perdele fost creat după metoda plantării în cuiburi dispuse în pătrat. Sistemul cuprinde 3 sectoare alcătuite din 39 de perdele:
- Sectorul I include perdelele forestiere nr. 1-12, suprafața totală de 29,9 ha;
- Sectorul II include perdelele forestiere nr. 1-18, suprafața totală de 55,1 ha;
- Sectorul III include perdelele forestiere nr. 1-9, suprafața de 42,5 ha.

Perdelele forestiere sunt de două categorii:
- perdelele forestiere de protecție create pe perimetrul sistemului, constituite din 10-11 rânduri de arbori cu distanța între ele de 5 m, cu lățimea de 40-64 m;
- perdelele forestiere de protecție create între câmpurile agricole (fac conexiune între perdelele forestiere din perimetrul sistemului), alcătuite din 4 rânduri de arbori cu distanța între ele de 2,5-5 m.

Ambele categorii sunt perdele forestiere nepenetrabile.

## Floră
Etajul arborilor este reprezentat de stejar pedunculat (Quercus robur) - specie principală; frasin verzui (Fraxinus lanceolata), salcâm (Robinia pseudacacia), cireș (Cerasus avium), corcoduș (Prunus divaricata), arțar tătăresc (Acer tataricum), paltin de munte (Acer pseudoplatanus), gladiș (Acer tataricum), glădița (Gleditsia triacanthos), zarzăr (Armeniaca vulgaris) - specii însoțitoare. În ultimul timp perdelele forestiere sunt invadate de arțar american (Acer negundo).
Etajul arbuștilor este reprezentat de sânger (Swida sanguinea), spinul cerbului (Rhamnus catharctica), porumbrel (Prunus spinosa), măceș (Rosa canina), hamei (Humulus lupulus), vișin turcesc (Cerasus mahaleb), păducel (Crataegus monogyna), lemn câinesc (Ligustrum vulgare), caprifoi (Lonicera xylosteum), soc (Sambucus nigra).